# Romy Rosemont

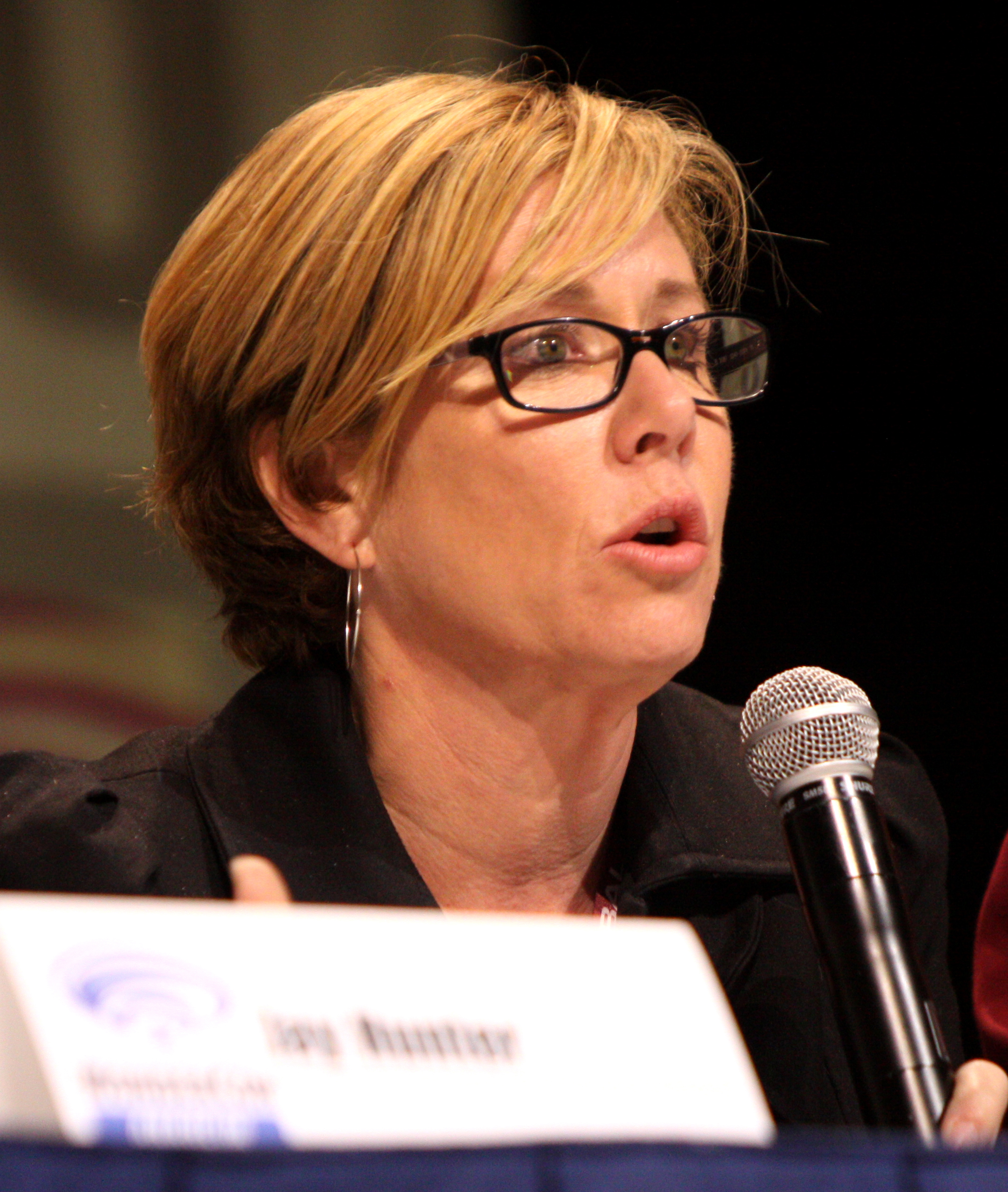

Romy Rosemont é uma atriz estadunidense.